# Kabupaten Gowa
Kabupaten Gowa är ett kabupaten i Indonesien.   Det ligger i provinsen Sulawesi Selatan, i den centrala delen av landet, 1 400 km öster om huvudstaden Jakarta. Antalet invånare är 652 941. Arean är 1 883 kvadratkilometer.
Terrängen i Kabupaten Gowa är kuperad åt sydväst, men åt nordost är den bergig.